# Манго пахучее
Ма́нго паху́чее (лат. Mangífera foétida) — вид растений рода Манго (Mangifera) семейства Анакардиевые (Сумаховые). Встречается во влажных низинных лесах тропических стран Азии (Таиланд, Индонезия, Малайзия).

## Ботаническое описание
Вечнозелёное дерево высотой до 40 метров с густой кроной. Листья тёмно-зелёные, кожистые, длиной до 30 см, от овальной до узколанцетной формы. Цветки с 5 красными чашелистиками и 5 розовыми (позже становятся желтоватыми) лепестками, собраны в конусовидной формы соцветия длиной до 30 см.
Плоды округлой формы, без клювика, длиной около 10 см. Кожура от зелёной до коричневатой окраски, часто бывает покрыта пятнами и крапинками, содержит едкий сок, который может вызвать раздражение кожи. Мякоть сочная, жёлтая, мягковолокнистая, приятного кисло-сладкого вкуса с лёгким смолистым привкусом, но очень неприятным запахом скипидара и гнили. Косточка толстая, длиной до 8 см, прикреплена к мякоти плода.

## Использование
Спелые плоды едят в сыром виде, но их нужно тщательно очищать от едкой кожицы. Недозрелые плоды маринуют, добавляют в карри и другие блюда. Растёртые в порошок косточки добавляют при приготовлении соусов. Едкий сок используется в народной медицине для лечения кожных нарывов и для закрепления татуировок.
Несмотря на популярность в качестве пищевого продукта в странах Юго-Восточной Азии, пахучее манго редко идёт на экспорт из-за своего неприятного запаха.